# Wolfram Bublitz
Wolfram Bublitz (* 2. April 1947 in Bad Hersfeld) ist ein deutscher Anglist, Sprachwissenschaftler und Hochschullehrer.

## Leben und Wirken
Nach seiner Reifeprüfung 1966 in Frankfurt am Main studierte Wolfram Bublitz von 1968 bis 1970 und von 1971 bis 1974 Anglistik, Germanistik, Allgemeine Sprachwissenschaft und Erziehungswissenschaft an der Universität Hamburg. Von 1970 bis 1971 studierte er Linguistik an der University of Edinburgh. 1974 legte er das erste Staatsexamen für den höheren Schuldienst ab und promovierte 1976 an der Universität Hamburg bei Winfried Boeder. Ab 1976 war er als wissenschaftlicher Assistent bzw. Dozent an der Universität Trier tätig, wo er sich 1986 habilitierte. Im Jahre 1990 wurde er Professor für Anglistische Sprachwissenschaft an der Technischen Universität Braunschweig und 1994 Professor an der Universität Augsburg.
Auf dem Gebiet der Sprachwissenschaft beschäftigt sich Bublitz vor allem mit der Pragmatik. Er ist Mitherausgeber und Mitautor des umfangreichen „Handbook of pragmatics“.

## Veröffentlichungen (Auswahl)
- Ausdrucksweisen der Sprechereinstellung im Deutschen und Englischen. Untersuchungen zur Syntax, Semantik und Pragmatik der deutschen Modalpartikeln und Vergewisserungsfragen und ihrer englischen Entsprechungen (= Linguistische Arbeiten, Bd. 57). Niemeyer, Tübingen 1978, ISBN 3-484-10295-0 (= Dissertation Universität Hamburg).
- Supportive fellow-speakers and cooperative conversations. Discourse topics and topical actions, participant roles and 'recipient action' in a particular type of everyday conversation. Benjamins, Amsterdam 1988, ISBN 90-272-2058-1 (= Habilitationsschrift Universität Trier).
- (Hrsg.): Coherence in spoken and written discourse. How to create it and how to describe it (= Pragmatics & beyond, N.S., Bd. 63). Benjamins, Amsterdam 1999, ISBN 90-272-5077-4.
- Englische Pragmatik. Eine Einführung (= Grundlagen der Anglistik und Amerikanistik, Bd. 21). Erich Schmidt Verlag, Berlin 2001, ISBN 978-3-503-04996-7 (3. Aufl. 2019, mit Christian R. Hoffmann, ISBN 3-503-18280-2).
- Anmerkungen zur emotiven Prosodie des Textes. In: Wolfram Bublitz u. a. (Hrsg.): Philologie, Typologie und Sprachstruktur. Festschrift für Winfried Boeder zum 65. Geburtstag. Lang, Frankfurt/M. 2002, S. 25–40, ISBN 0-8204-5991-7.
- (Hrsg., mit Axel Hübler): Metapragmatics in use (= Pragmatics & beyond, N.S., Bd. 165). Benjamins, Amsterdam 2007, ISBN 90-272-5409-5.
- (Mithrsg.): Handbook of pragmatics. 14 Bände. de Gruyter Mouton, Berlin 2010–2022.